# جیمز جونز (بازیکن فوتبال)
جیمز جونز (انگلیسی: James Jones; دسامبر ۱۸۷۳ – ۲۷ دسامبر ۱۹۵۵) بازیکن فوتبال اهل بریتانیا بود.
وی به‌همراه تیم فوتبال المپیک بریتانیای کبیر به مدال طلا مسابقات فوتبال در بازی‌های المپیک تابستانی ۱۹۰۰ دست پیدا کرده‌است.